# Mihail Volkenștein
Mihail Vladimirovici Volkenștein (în rusă Михаи́л Влади́мирович Волькенште́йн) (n. 23 octombrie 1912, Sankt Petersburg – d. 18 februarie 1992, Moscova) a fost un biofizician sovietic și rus de origine evreiască, membru-corespondent al Academiei de științe din Federația rusă, doctor în științe fizico-matematice,  profesor, susținător al mișcării regionale în frunte cu Andrei Saharov.

## Biografie
Mihail Vladimirovici Volkenștein s-a născut la Petersburg în familia lui Vladimir Mihailovici Volkenștein- cunoscut poet, dramaturg, critic teatral și scenarist, și a Mariei Mihailovna Volkenștein- profesoară la Institutul de artă muzicală în numlele lui Gnesin. A absolvit Universitatea M.V. Lomonosov din Moscova.

## Activitea profesională
Mihail Volkenștein a fost șeful laboratorului de fizică a biopolimerilor a Institutului de biologie moleculară a Academiei de științe din URSS, profesor la catedra de fizică a sistemelor vii de la Institutul fizico-tehnic din Moscova. Specialist în domeniul spectroscopiei moleculare, fizicii macromoleculelor și a biologiei moleculare. A condus seminarul din Moscova de biofizică (1967-1991). A elaborat statistica conformațională a lanțurilor de polimeri, care a perimis estimarea pentru prima dată a dimensiunii și elasticității lanțurilor polimerice. Este autorul teoriei intensității  spectrelor oscilatorii moleculare, a dezvoltat fizica statistică a polimerilor în baza teoriei de rotație - izomerice. A îndeplinit cercetări  a proprietăților moleculelor, polimerilor și biopolimerilor. 
- Se ocupă de cercetări în domeniul biologiei moleculare și a biofizicii din anul 1960. A contribuit considerabil la fizica catalizei fermentative cu albumine, devenind astfel unul dintre întemeietorii bioinformaticii. A întemeiat școli științifice în domeniul fizicii macromoleculelor și a biofizicii. La 1 iulie 1966 a fost ales membru corespondent al Academiei de științe din URSS.  Printre discipolii de vază ai lui se numără Tatiana Birștein și Maxim Frank-Kamenețkii.

## Activitate politică
- În anul 1955 a semnat scrisoarea celor 300
- În anuii 1960-1970, împreună cu A.I. Kitaigorodski a elaborat criteriile pseudoștiinței, criticate ulterior de V.I. Kuznețov. În anul 1975 a publicat "Tratat despre pseudoștiință"
- La sfârșitul anilor 80 a aderat la mișcarea interregională, condusă de academicianul Andrei Saharov.

## Publicații
- ADS NASA
- Theeuropean library
- Tratat despre pseudoștiință Arhivat în 5 februarie 2013, la Wayback Machine.

## Distincții
- Premiul de Stat al URSS (1949) )în colaborare cu M.A. Eliașevici și B.I. Stepanov) pentru monografia "Oscilațiile moleculelor" (1949)

## Despre
- Profil și fotografie pe site-ul Academiei de științe din Rusia M.V. Volkenștein
- Enciclopedie Arhivat în 4 octombrie 2013, la Wayback Machine.
- Profil pe site-ul Universității din Moscova Arhivat în 5 octombrie 2013, la Wayback Machine.
- Personalie la împlinirea vârstei de 70 de ani Arhivat în 5 octombrie 2013, la Wayback Machine.
- Clasic și romantic

1. ↑  CONOR.SI[*] Verificați valoarea |titlelink= (ajutor)